# Ян, Георг (художник)
Георг Ян (нем. Georg Jahn; 5 мая 1869, Майсен — 18 ноября 1940, Лошвиц) — немецкий живописец и график, офортист.

## Биография
Вырос в семье, тесно связанной с  Майсенской фарфоровой мануфактурой. С 14-летнего возрасте продолжил семейную традицию. За годы работы на мануфактуре (1883—1888) его таланты были признаны, и ему была присуждена стипендия для обучения в Дрезденской академии изящных искусств. Учился у художника-портретиста Леона Поля. Окончил Академию в 1890 году; продолжил обучение в Великогерцогской Саксонской художественной школе в Веймаре у профессора Макса Теди. Несколько лет работал иллюстратором и портретистом в Берлине, Лейпциге и Мюнхене. В 1897 году он поселился в пригороде Дрездена.
Был награждён «Саксонской государственной медалью» 1914 года. В 1929 году, по случаю его 60-летия, прошла крупная выставка его работ. В конце 1930-х годов его офорты были представлены на выставке в Мюнхене; экспозиция работ, одобренных нацистским режимом. Его последняя выставка состоялась незадолго до его смерти в Дрезденском Галерее.

## Избранные картины

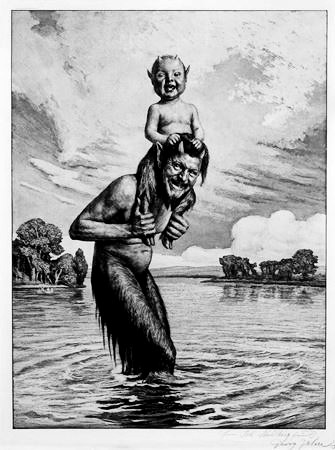
Сатир с сыном
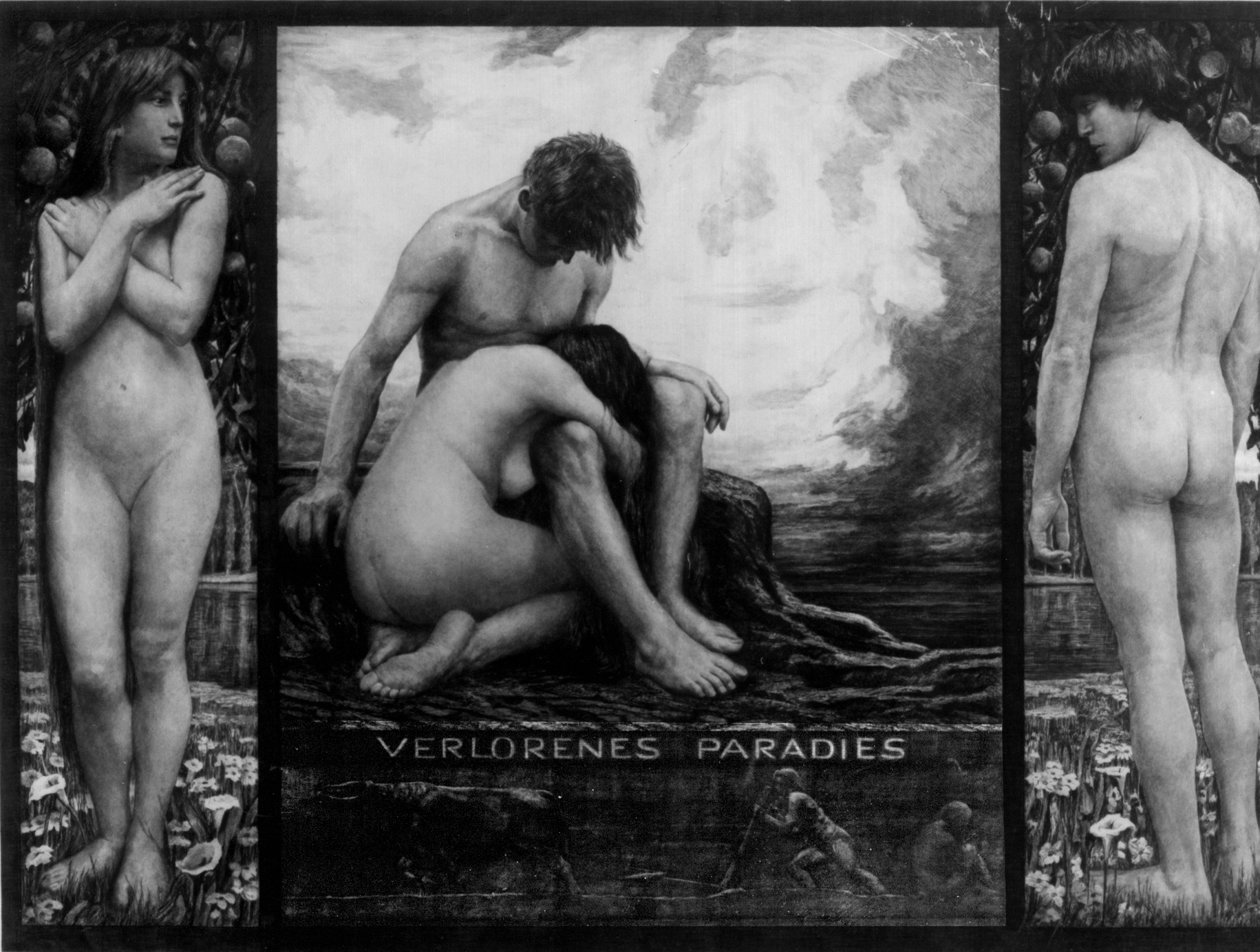
Последний парадиз
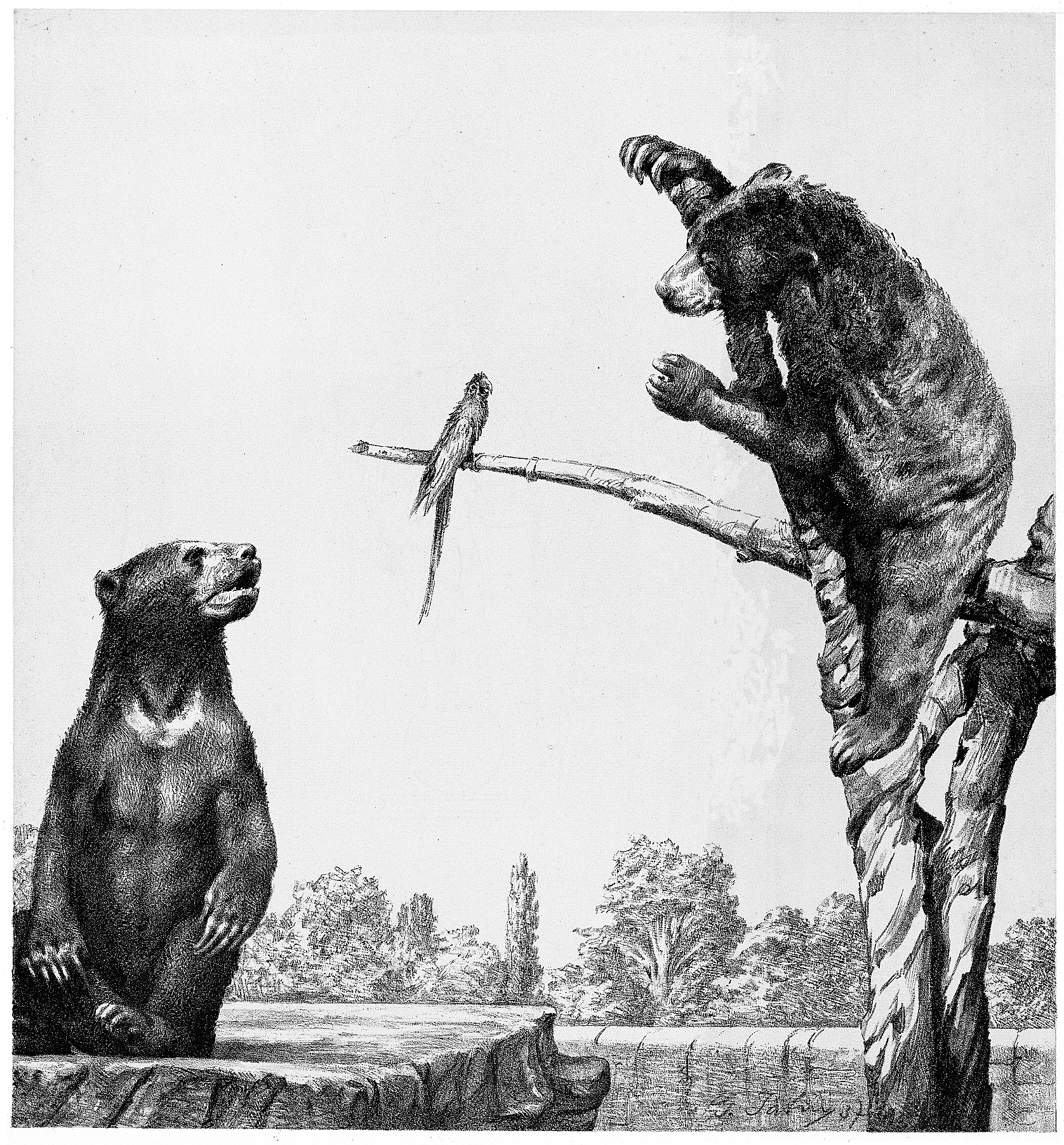
Медведи в зоопарке
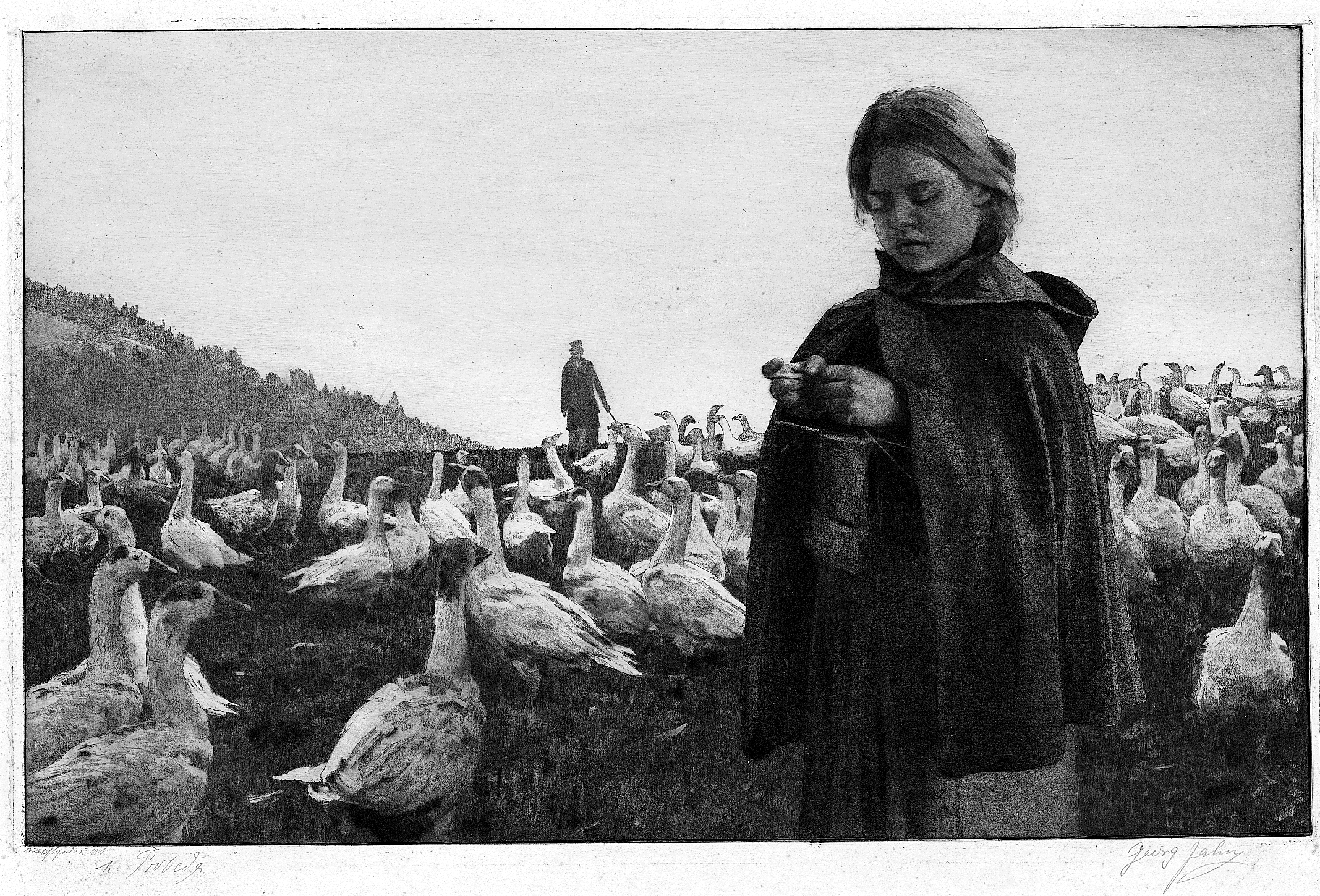
Девушка пасущая гусей
Портрет Гинденбурга
Женский портрет